# Dyschondrosteoza Lériego-Weilla
Dyschondrosteoza Lériego-Weilla (ang. Léri-Weill dyschondrosteosis, LWD) – rzadki, genetycznie uwarunkowany zespół wad wrodzonych. Charakteryzuje się karłowatością mezomeliczną i obecnością deformacji Madelunga. Choroba spowodowana jest mutacjami w genie SHOX w regionie pseudoautosomalnym PAR 1 chromosomu X albo Y. Opisali ją jako pierwsi André Léri i Jean A. Weill w 1929 roku.